# Ustka
Ustka (německy Stolpmünde, kašubsky Ùskô) je přístavní a lázeňské město v severním Polsku v Pomořském vojvodství v okrese Słupsk. Nachází se při ústí řeky Słupia do Baltského moře. V roce 2024 zde žilo 13 574 obyvatel.

## Historie

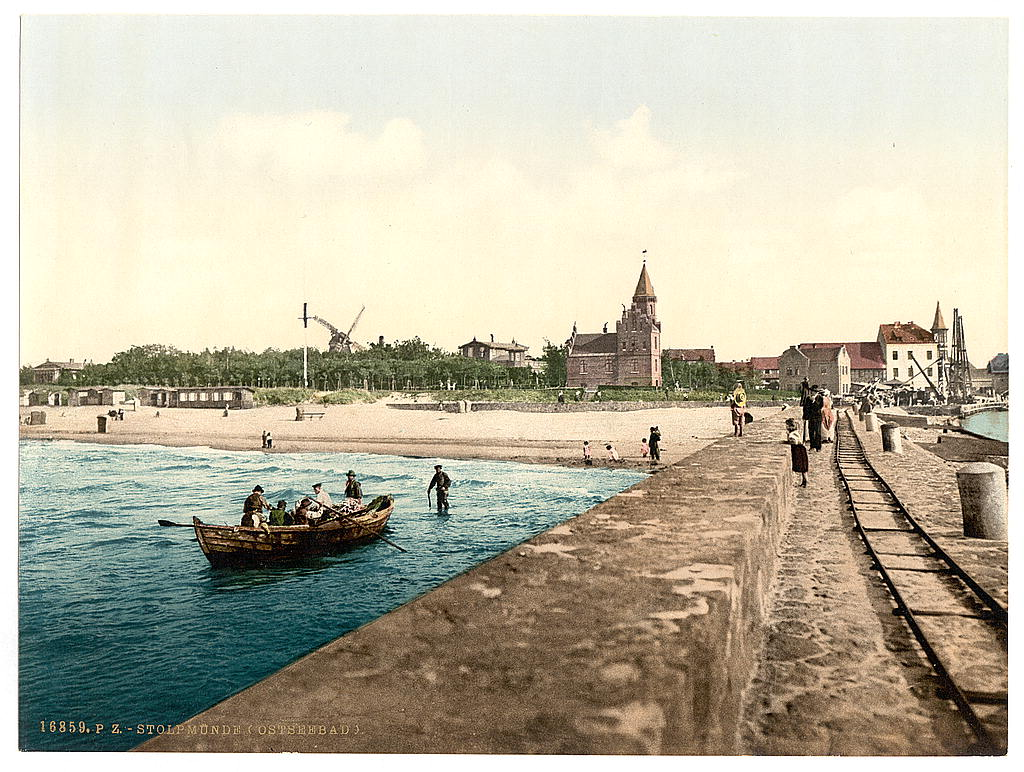
Pohled z poslední dekády 19. století

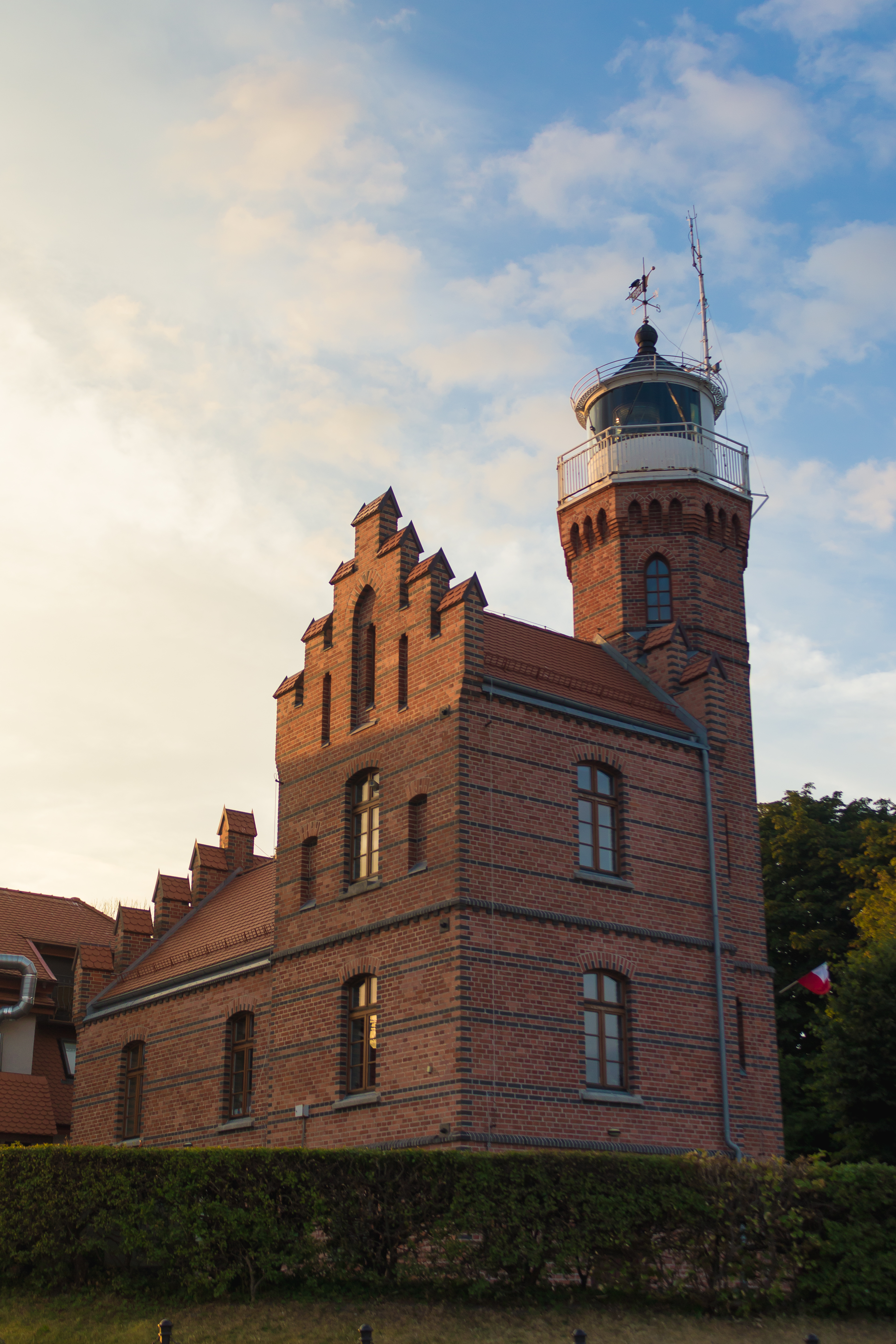
Maják

První zmínka o vesnici pochází z roku 1337. V roce 1945 obdržela městská práva a status lázní získala v roce 1978.
Na konci třicetileté války v roce 1648 mírový traktát a další úmluvy přisoudily východní část Pomořanska i s Ustkou Braniborsku. Po druhé světové válce se celá oblast přešla pod správu Polska, ve městě začala polská administrativa pracovat 11. května 1945.

## Památky
- Maják z roku 1871
- Měšťanské domy z 19. a 20. století
- Muzeum Chleba Ustka
- Novogotický kostel nejsv. Spasitele z roku 1888